# Microzada subrosea
Microzada subrosea är en fjärilsart som beskrevs av Louis Beethoven Prout 1927. Microzada subrosea ingår i släktet Microzada och familjen trågspinnare. Inga underarter finns listade i Catalogue of Life.